# Heinrich-von-Kleist-Park

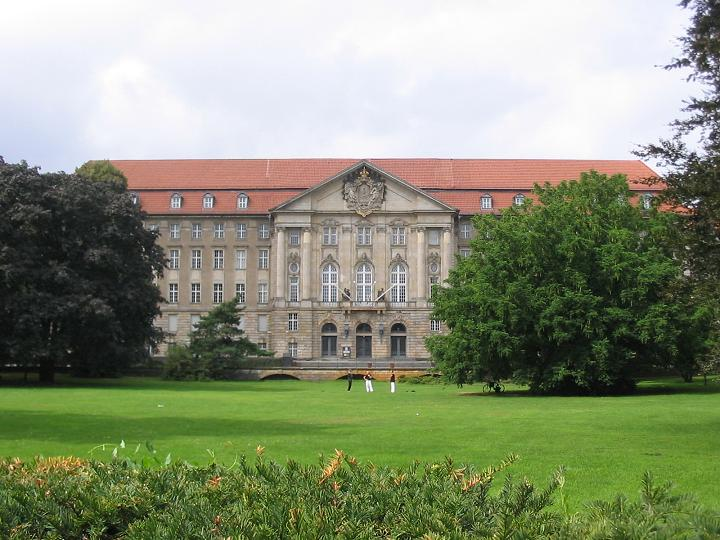
Parken

Heinrich-von-Kleist-Park, ofta bara Kleistpark, är en park i norra delen av Schöneberg i Berlin som ligger mellan Potsdamer Strasse och Elssholzstrasse. Kleistpark är skapad utifrån den botaniska trädgård som tidigare fanns här. Den invigdes 1911 och har fått sitt namn efter Heinrich von Kleist. I parken ligger Kammergericht och i anslutning Pallasseum. 